# Estación de París Norte
La estación de París Norte, o estación del Norte, (en francés: gare de Paris-Nord o gare du Nord) es la principal estación ferroviaria de Francia y una de las mayores del mundo con más de 200 millones de pasajeros anuales. Es una de las seis grandes estaciones que posee París. 
Por ella transitan numerosas líneas de alta velocidad, tanto nacionales como internacionales (hacia Reino Unido, Bélgica, Alemania y Países Bajos), como de media distancia, regionales y de cercanías. Además ofrece numerosas conexiones con el metro y la red de autobuses urbanos. 
El monumental edificio obra del arquitecto francés Jacques Hittorff, está catalogado como Monumento Histórico desde el 15 de enero de 1975.

## Historia
La primera estación del norte fue construida por los ingenieros de caminos, canales y puertos de la Compañía de Ferrocarriles del Norte, sobre todo Léonce Reynaud, profesor de arquitectura de la escuela politécnica, e inaugurada el 14 de junio de 1846, el mismo año de inauguración de la línea París - Amiens - Lille. Al ser demasiado pequeña, fue demolida parcialmente en 1860 para dejar sitio a la estación actual. La fachada de piedra se llevó a Lille, se le añadió un piso y un reloj, y es la fachada de la estación de Lille-Flandres.
El barón James de Rotschild eligió al arquitecto francés Jacques Hittorff. La construcción duró de mayo de 1861 a diciembre de 1865, pero la nueva estación se abrió desde 1864. La fachada se organiza alrededor de un arco de triunfo y se caracteriza por sus grandes bloques de piedra. Está decorada con 23 estatuas que representan las ciudades servidas por la compañía ferroviaria. Las más majestuosas, que coronan el edificio, ilustran los destinos internacionales: París, Londres, Berlín, Varsovia, Ámsterdam, Viena, Bruselas…) mientras que los destinos nacionales corresponden a estatuas más modestas situadas sobre la fachada. El edificio tiene la típica forma de U de una estación término. El forjado es de hierro fundido y las columnas se fabricaron en Escocia, único lugar donde había una fundición capaz de hacerlas tan gruesas.
Como las otras estaciones parisinas, enseguida se quedó pequeña de cara al desarrollo del tráfico ferroviario. En 1884, los ingenieros consiguieron insertar cinco vías extra. En 1889, el interior se reconstruyó entero y se construyó una ampliación del lado este para acoger las líneas suburbanas en los años 70. Otras ampliaciones tuvieron lugar entre 1930 y 1960.
A partir de 1906 y 1908, la estación del norte incorpora dos estaciones subterráneas de metro homónimas, servidas por la línea 4 que atraviesa París de norte a sur y el terminal de la línea 5 que pasa cerca de la estación de Lyon (Gare de Lyon). En los años 30, la línea 5 se extiende en dirección este hacia el área metropolitana de París (Pantin y años más tarde Bobigny)
Finalmente, en 1994, la llegada de los trenes Eurostar impone una reorganización de las vías quedando así:
- Vías 1 y 2: de servicio, no accesibles a viajeros.
- Vías 3 a 6: terminal Eurostar a Londres vía Eurotúnel.
- Vías 7 a 8: servicios Thalys a Bélgica, Holanda y Alemania.
- Vías 9 a 18: TGV Norte, trenes grandes líneas y algunos TER Picardía.
- Vías 19 a 21: TER Picardía.
- Vías 30 a 36: trenes suburbanos (Transilien).
- Vías 41 a 44 (subterránea): estación RER.

A lo largo del año 2007, la estación ha sido escenario de diversas muestras de inseguridad ciudadana. El primer ministro francés prometió en la última visita con motivo de estos sucesos la implantación de cámaras de videovigilancia en toda la estación.

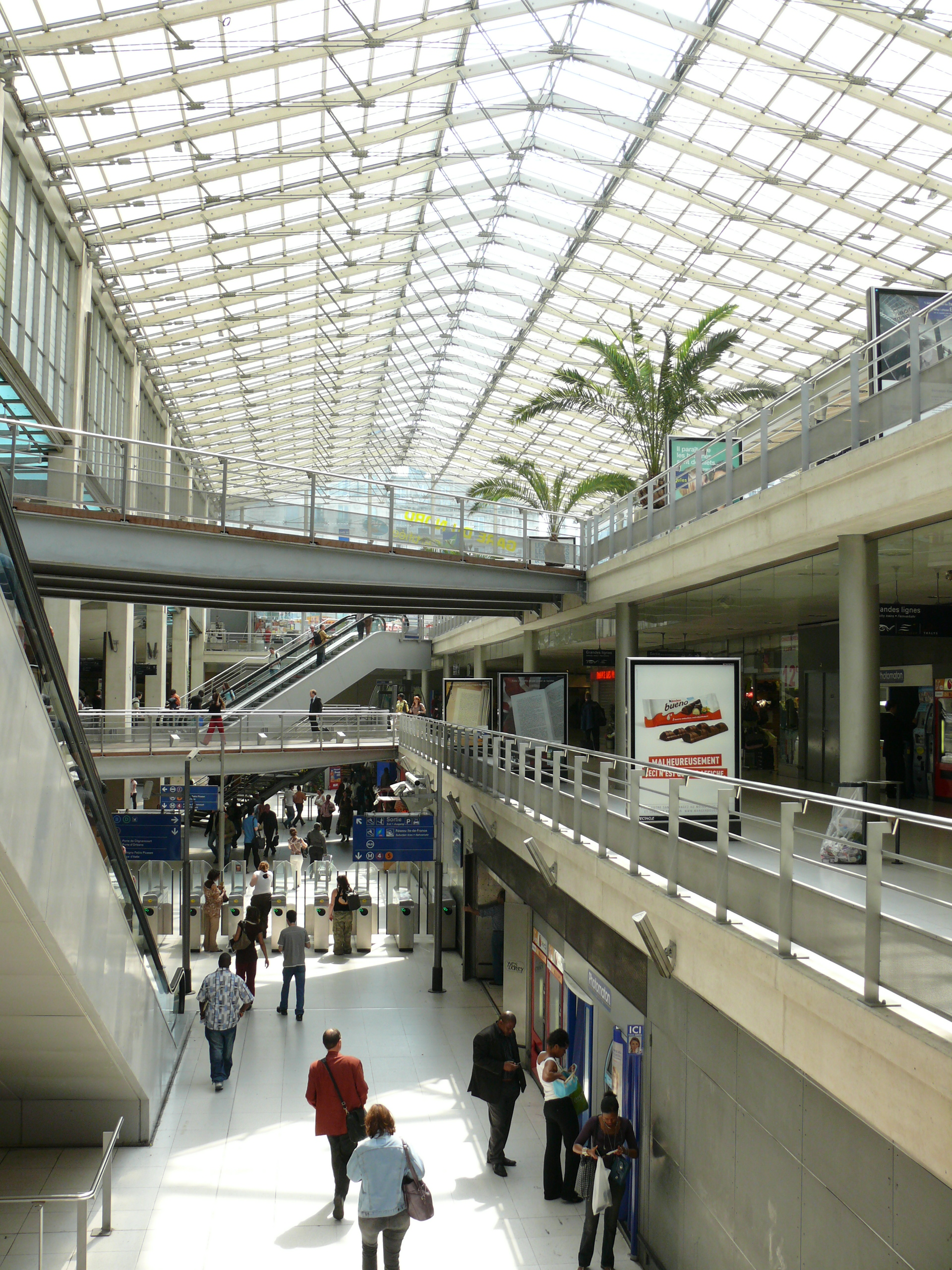
Nuevo intercambiador suburbano de la estación.

## Servicios ferroviarios

### Alta Velocidad
La estación da servicio a importantes líneas de alta velocidad tanto nacionales como internacionales. 
- Línea París ↔ Londres
- Línea París ↔ Bruselas / Ámsterdam / Colonia
- Línea París ↔ Lille
- Línea París ↔ Calais
- Línea París ↔ Dunkerque
- Línea París ↔ Valenciennes / Saint-Omer

### Media distancia
Los siguientes intercités de la SNCF transitan por la estación:
- Línea París ↔ Amiens / Boulogne-Ville
- Línea París ↔ Saint-Quentin
- Línea París ↔ Maubeuge / Cambrai

### Regionales
Los trenes regionales desde París Norte se dirigen hacia Picardia.
- Línea París ↔ Beauvais
- Línea París ↔ Busigny
- Línea París ↔ Laon

### Cercanías
Por la estación circulan un gran número de trenes de cercanías, repartidos de la siguiente forma:
- Transilien (Líneas H y K): trenes que conectan con las provincias (o departamentos) de Sena-San Denis, Valle del Oise y Oise.
- Línea RER B da servicio al Aeropuerto Charles de Gaulle y el Aeropuerto de Orly gracias a una correspondencia en la estación de Antony con Orlyval.
- Línea RER D asegura un enlace rápido entre la Estación del Norte y la Estación de Lyon (Gare de Lyon), además de cubrir tanto el norte como el sur de la región parisina.

## Correspondencias

### Metro
Son principalmente dos las líneas que llegan hasta la estación de metro de Gare du Nord, la 4 y la 5. Además, desde la estación de La Chapelle, de la línea 2, un largo pasillo también enlaza con la estación de tren.

### RER
Lógicamente las líneas B y D del RER también sirven de acceso a París Norte. 

### Autobuses
En la superficie se detienen los siguientes autobuses urbanos, tanto diurnos como Noctilien, de la RATP:
| línea | <<                                  | >>                                |
| ----- | ----------------------------------- | --------------------------------- |
| RATP  |                                     |                                   |
| 26    | Gare Saint-Lazare                   | Nation - Place des Antilles       |
| 30    | Trocadéro                           | Gare de l'Est                     |
| 31    | Charles de Gaulle-Étoile            | Gare de l'Est                     |
| 35    | Mairie d'Aubervilliers              | Gare de l'Est                     |
| 38    | cabecera                            | Porte d'Orléans                   |
| 39    | cabecera                            | Issy-Val de Seine                 |
| 42    | cabecera                            | Hôpital Européen Georges Pompidou |
| 43    | cabecera                            | Neuilly - Bagatelle               |
| 46    | cabecera                            | Château de Vincennes              |
| 48    | Palais Royal-Musée du Louvre        | Porte des Lilas                   |
| 54    | Gabriel Péri-Asnières-Gennevilliers | Porte d'Aubervilliers             |
| 56    | Porte de Clignancourt               | Château de Vincennes              |
| 65    | Gare de Lyon                        | Porte de la Chapelle              |
| 302   | cabecera                            | La Courneuve - 6 Routes           |
| 350   | Paris-Gare de l'Est                 | Roissypole                        |
|       |                                     |                                   |
| N01   | Circular interior                   | Circular interior                 |
| N02   | Circular exterior                   | Circular exterior                 |
| N14   | Mairie de Saint-Ouen                | Bourg-la-Reine RER                |
| N43   | Gare de l'Est                       | Gare de Sarcelles-Saint Brice     |
| N44   | Gare de l'Est                       | Pierrefitte-Stains RER            |
| N120  | Aéroport Charles de Gaulle T3       | Corbeil-Esonnes RER               |
| N121  | Aéroport Charles de Gaulle T3       | Gare de La Verrière               |
| N140  | Gare de l'Est                       | Aéroport Charles de Gaulle T3     |